# Sonja Jürgens
Sonja Jürgens (* 3. März 1978 in Gronau) ist eine deutsche Politikerin (SPD). Sie war von 2013 bis 2018 Bürgermeisterin der münsterländischen Stadt Gronau.

## Werdegang
Sonja Jürgens stammt aus einer Beamtenfamilie. Sie besuchte eine evangelische Grundschule in Gronau, danach bis zur achten Klasse das städtische Gymnasium und dann bis zum Jahr 1994 die Realschule. An einer Fachschule in Ahaus erlangte sie im Jahr 1997 die Fachhochschulreife. Sie studierte bis 2001 Sozialarbeit an der Evangelischen Fachhochschule Rheinland-Westfalen-Lippe in Bochum. Sie engagierte sich als Heimsprecherin ihres Studentenwohnheims in der Markstraße 137 und im Vorstand der HeimspecherInnenkonferenz Bochum. Sie schloss das Studium als Diplom-Sozialarbeiterin (FH) ab. 
Bei der Diakonie des Kirchenkreises Steinfurt-Coesfeld-Borken, dem Wohlfahrtsverband der Evangelischen Kirche, arbeitete sie im Bereich des Ambulanten Wohnens und der Ambulanten Erziehungshilfe. Sie leitete das Stadtteilzentrum GroW – Mein Gronauer Westen.
Vor ihrem Eintritt in die SPD im Jahr 2004 war sie schon im Jugendhilfeausschuss der Stadt Gronau tätig. Seit 2009 war sie Mitglied des Gronauer Stadtrats. Seit 2011 war sie stellvertretende Ortsvereinsvorsitzende der SPD Gronau und Epe und stellvertretende Vorsitzende des SPD-Unterbezirks Borken. Seit Januar 2012 war sie Fraktionsvorsitzende der SPD im Stadtrat, im selben Jahr wurde sie Delegierte beim SPD-Parteikonvent. Bei der Landtagswahl in Nordrhein-Westfalen 2012 war sie auf dem 27. Platz der SPD-Landesliste. Ein Direktmandat gewann in ihrem Landtagswahlkreis Borken II jedoch der CDU-Kandidat Bernhard Tenhumberg. Am 28. September 2014 wurde Sonja Jürgens mit 82 Prozent der Stimmen auf dem Landesparteitag in Köln in den Landesvorstand der SPD NRW gewählt.

## Bürgermeisteramt
Bei der Bürgermeisterwahl in Gronau am 3. März 2013 gewann Sonja Jürgens als SPD-Kandidatin die Wahl mit 47,2 Prozent der gültigen Stimmen, bei der Stichwahl am 17. März 2013 wurde sie mit 63,3 Prozent der gültigen Stimmen als Nachfolgerin des aus Gesundheitsgründen in den Ruhestand gehenden Karl-Heinz Holtwisch (CDU) neue Bürgermeisterin.
Bei den Wahlen zur nächsten Amtsperiode unterlag sie dem CDU-Herausforderer Rainer Doetkotte, der in der am 24. März 2019 abgehaltenen Stichwahl 60,9 Prozent der gültigen Stimmen (Jürgens: 39,1 Prozent) auf sich vereinigen konnte.

## Engagement
Jürgens ist Gründungsmitglied der Gronauer Tafel.